# Tenis stołowy na Igrzyskach Azjatyckich 2018
Tenis stołowy na Igrzyskach Azjatyckich 2018 – jedna z dyscyplin rozgrywana podczas igrzysk azjatyckich w Dżakarcie i Palembangu. Zawody odbyły się w dniach 26 sierpnia – 1 września w Jakarta International Expo w stolicy Indonezji. Do rywalizacji w pięciu konkurencjach przystąpiło 191 zawodników z 28 państw.

## Uczestnicy
W zawodach wzięło udział 191 zawodników z 28 państw.
| Reprezentacja                | Liczba zawodników |
| ---------------------------- | ----------------- |
| Arabia Saudyjska             | 4                 |
| Chiny                        | 10                |
| Chińskie Tajpej              | 10                |
| Filipiny                     | 1                 |
| Hongkong                     | 10                |
| Indie                        | 10                |
| Indonezja                    | 10                |
| Iran                         | 8                 |
| Japonia                      | 8                 |
| Jemen                        | 5                 |
| Katar                        | 7                 |
| Kirgistan                    | 3                 |
| Korea Południowa             | 10                |
| Korea Północna               | 10                |
| Laos                         | 5                 |
| Liban                        | 2                 |
| Makau                        | 10                |
| Malediwy                     | 8                 |
| Malezja                      | 8                 |
| Mongolia                     | 9                 |
| Nepal                        | 6                 |
| Pakistan                     | 6                 |
| Singapur                     | 6                 |
| Sri Lanka                    | 4                 |
| Tadżykistan                  | 1                 |
| Tajlandia                    | 10                |
| Wietnam                      | 9                 |
| Zjednoczone Emiraty Arabskie | 3                 |
| 28 reprezentacji             | 191               |

## Medaliści
| Konkurencja      | Złoto                                                                      | Srebro                                                                                           | Brąz |           |
| Mężczyźni        | Mężczyźni                                                                  | Mężczyźni                                                                                        | Mężczyźni | Mężczyźni |
| ---------------- | -------------------------------------------------------------------------- | ------------------------------------------------------------------------------------------------ | --- | --------- |
| Zawody drużynowe | Chiny · Fan Zhendong · Liang Jingkun · Lin Gaoyuan · Wang Chuqin · Xue Fei | Korea Południowa · Jang Woo-jin · Jeoung Young-sik · Kim Dong-hyun · Lee Sang-su · Lim Jong-hoon | Chińskie Tajpej · Chen Chien-an · Chuang Chi-hyuan · Lee Chia-sheng · Liao Cheng-ting · Lin Yun-ju                              | [ 3 ]     |
| Zawody drużynowe | Chiny · Fan Zhendong · Liang Jingkun · Lin Gaoyuan · Wang Chuqin · Xue Fei | Korea Południowa · Jang Woo-jin · Jeoung Young-sik · Kim Dong-hyun · Lee Sang-su · Lim Jong-hoon | Indie · Sharath Kamal Achanta · Anthony Arputharaj Amalraj · Harmeet Rajul Desai · Sathiyan Gnanasekaran · Manav Vikash Thakkar | [ 3 ]     |
| Gra pojedyncza   | Fan Zhendong                                                               | Lin Gaoyuan                                                                                      | Lee Sang-su | [ 4 ]     |
| Gra pojedyncza   | Fan Zhendong                                                               | Lin Gaoyuan                                                                                      | Noshad Alamiyan Daronkolaei | [ 4 ]     |
| Kobiety          |                                                                            |                                                                                                  | |           |
| Zawody drużynowe | Chiny · Chen Meng · Chen Xingtong · Sun Yingsha · Wang Manyu · Zhu Yuling  | Korea Północna · Cha Hyo-sim · Choe Hyon-hwa · Kim Nam-hae · Kim Song-i · Pyon Song-gyong        | Korea Południowa · Choi Hyo-joo · Jeon Ji-hee · Kim Ji-ho · Suh Hyo-won · Yang Ha-eun                                           | [ 5 ]     |
| Zawody drużynowe | Chiny · Chen Meng · Chen Xingtong · Sun Yingsha · Wang Manyu · Zhu Yuling  | Korea Północna · Cha Hyo-sim · Choe Hyon-hwa · Kim Nam-hae · Kim Song-i · Pyon Song-gyong        | Hongkong · Doo Hoi Kem · Lee Ho Ching · Li Ching Wan · Ng Wing Nam · Wai Yam Minnie Soo                                         | [ 5 ]     |
| Gra pojedyncza   | Wang Manyu                                                                 | Chen Meng                                                                                        | Jeon Ji-hee | [ 6 ]     |
| Gra pojedyncza   | Wang Manyu                                                                 | Chen Meng                                                                                        | Yu Mengyu | [ 6 ]     |
| Mikst            |                                                                            |                                                                                                  | |           |
| Gra podwójna     | Sun Yingsha Wang Chuqin                                                    | Lin Gaoyuan Wang Manyu                                                                           | Ho Kwan Kit Lee Ho Ching | [ 7 ]     |
| Gra podwójna     | Sun Yingsha Wang Chuqin                                                    | Lin Gaoyuan Wang Manyu                                                                           | Sharath Kamal Achanta Manika Batra                                                                                              | [ 7 ]     |

## Tabela medalowa
| Pozycja | Reprezentacja    | Złoto | Srebro | Brąz | Razem |
| ------- | ---------------- | ----- | ------ | ---- | ----- |
| 1.      | Chiny            | 5     | 3      | 0    | 8     |
| 2.      | Korea Południowa | 0     | 1      | 3    | 4     |
| 3.      | Korea Północna   | 0     | 1      | 0    | 1     |
| 4.      | Hongkong         | 0     | 0      | 2    | 2     |
| 4.      | Indie            | 0     | 0      | 2    | 2     |
| 6.      | Chińskie Tajpej  | 0     | 0      | 1    | 1     |
| 6.      | Iran             | 0     | 0      | 1    | 1     |
| 6.      | Singapur         | 0     | 0      | 1    | 1     |
| Razem   | Razem            | 5     | 5      | 10   | 20    |